# Anderny
Anderny est une commune française située dans le département de Meurthe-et-Moselle en région Grand Est.

## Géographie

### Lieux-dits et écarts
| Malavillers     | Audun-le-Roman  |              |
|                 | Anderny         | Sancy        |
| Mont-Bonvillers | Mairy-Mainville | Tucquegnieux |

### Hydrographie

#### Réseau hydrographique
La commune est dans le bassin versant du Rhin au sein du bassin Rhin-Meuse. Elle est drainée par le ruisseau de la Vallée et le ruisseau des Froides Fontaines,.
Le ruisseau de Vallée, d'une longueur de 12 km, prend sa source dans la commune  et se jette  dans le Woigot à Val de Briey, après avoir traversé cinq communes.

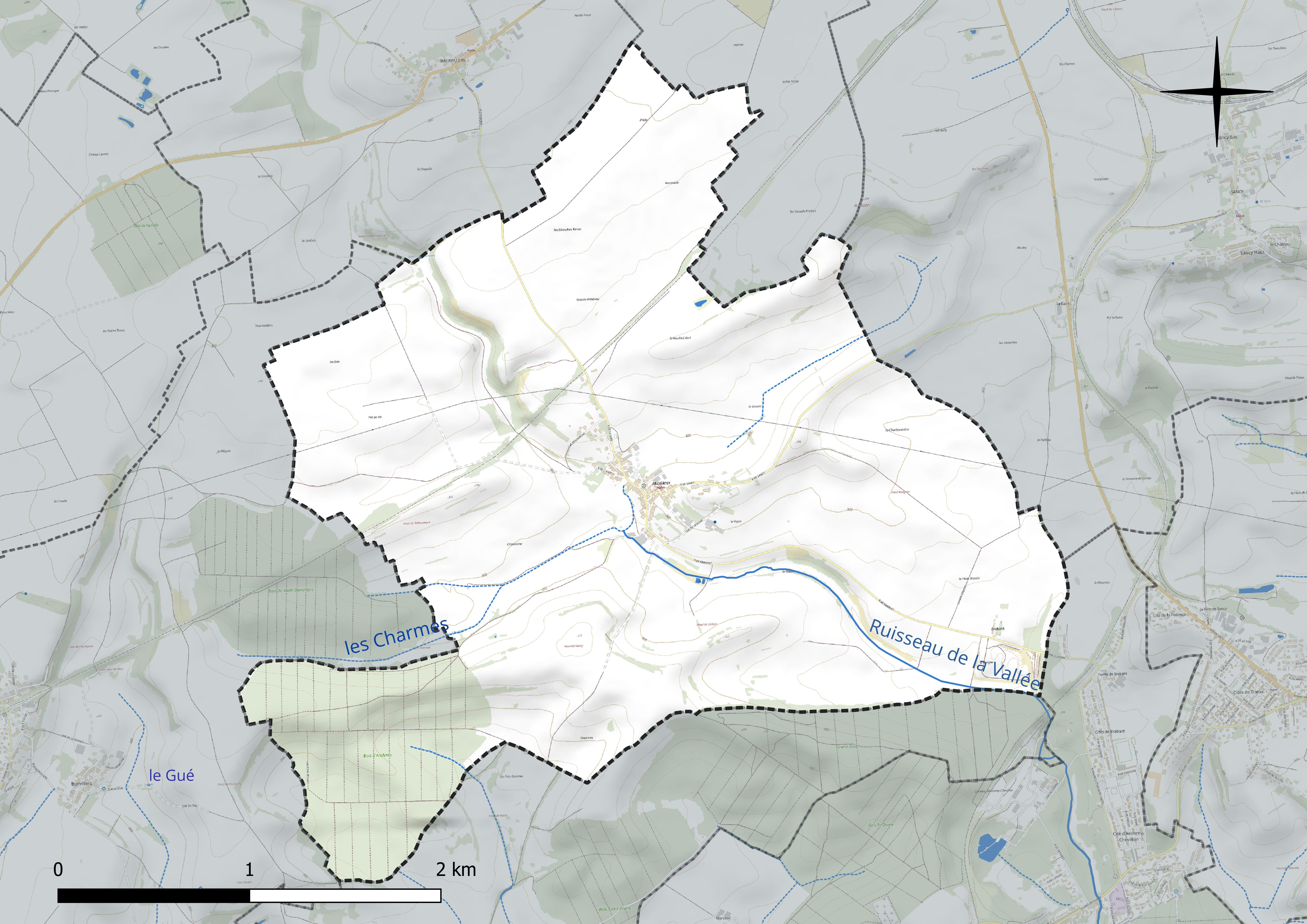
Réseau hydrographique d'Anderny.

#### Gestion et qualité des eaux
Le territoire communal est couvert par le schéma d'aménagement et de gestion des eaux (SAGE) « Bassin ferrifère ». Ce document de planification concerne le périmètre des anciennes galeries des mines de fer, des aquifères et des bassins versants hydrographiques associés qui s’étend sur 2 418 km2. Les bassins versants concernés sont celui de la Chiers en amont de la confluence avec l'Othain, et ses affluents (la Crusnes, la Pienne, l'Othain), celui de l'Orne et ses affluents et celui de la Fensch, le Veymerange, la Kiesel et les parties françaises du bassin versant de l'Alzette et de ses affluents (Kaylbach, ruisseau de Volmerange). Il a été approuvé le 27 mars 2015. La structure porteuse de l'élaboration et de la mise en œuvre est la région Grand Est.
La qualité des cours d’eau peut être consultée sur un site dédié géré par les agences de l’eau et l’Agence française pour la biodiversité.

### Climat
Pour des articles plus généraux, voir Climat du Grand Est et Climat de Meurthe-et-Moselle.
En 2010, le climat de la commune est de type climat de montagne, selon une étude du Centre national de la recherche scientifique s'appuyant sur une série de données couvrant la période 1971-2000. En 2020, Météo-France publie une typologie des climats de la France métropolitaine dans laquelle la commune est exposée à un climat semi-continental et est dans la région climatique Lorraine, plateau de Langres, Morvan, caractérisée par un hiver rude (1,5 °C), des vents modérés et des brouillards fréquents en automne et hiver.
Pour la période 1971-2000, la température annuelle moyenne est de 9,2 °C, avec une amplitude thermique annuelle de 16,3 °C. Le cumul annuel moyen de précipitations est de 890 mm, avec 13,3 jours de précipitations en janvier et 9,2 jours en juillet. Pour la période 1991-2020, la température moyenne annuelle observée sur la station météorologique de Météo-France la plus proche, « Rouvres-en-woevre », sur la commune de Rouvres-en-Woëvre à 19 km à vol d'oiseau, est de 10,8 °C et le cumul annuel moyen de précipitations est de 668,3 mm. 
La température maximale relevée sur cette station est de 40,2 °C, atteinte le 24 juillet 2019 ; la température minimale est de −15,4 °C, atteinte le 7 février 2012,,.
Les paramètres climatiques de la commune ont été estimés pour le milieu du siècle (2041-2070) selon différents scénarios d'émission de gaz à effet de serre à partir des nouvelles projections climatiques de référence DRIAS-2020. Ils sont consultables sur un site dédié publié par Météo-France en novembre 2022.

## Urbanisme

### Typologie
Au 1er janvier 2024, Anderny est catégorisée commune rurale à habitat dispersé, selon la nouvelle grille communale de densité à sept niveaux définie par l'Insee en 2022.
Elle est située hors unité urbaine. Par ailleurs la commune fait partie de l'aire d'attraction de Luxembourg (partie française), dont elle est une commune de la couronne,. Cette aire, qui regroupe 115 communes, est catégorisée dans les aires de 700 000 habitants ou plus (hors Paris),.

### Occupation des sols
L'occupation des sols de la commune, telle qu'elle ressort de la base de données européenne d’occupation biophysique des sols Corine Land Cover (CLC), est marquée par l'importance des territoires agricoles (86,8 % en 2018), une proportion identique à celle de 1990 (86,8 %). La répartition détaillée en 2018 est la suivante : terres arables (60 %), prairies (26,8 %), forêts (10,6 %), zones urbanisées (2,6 %). L'évolution de l’occupation des sols de la commune et de ses infrastructures peut être observée sur les différentes représentations cartographiques du territoire : la carte de Cassini (XVIIIe siècle), la carte d'état-major (1820-1866) et les cartes ou photos aériennes de l'IGN pour la période actuelle (1950 à aujourd'hui).

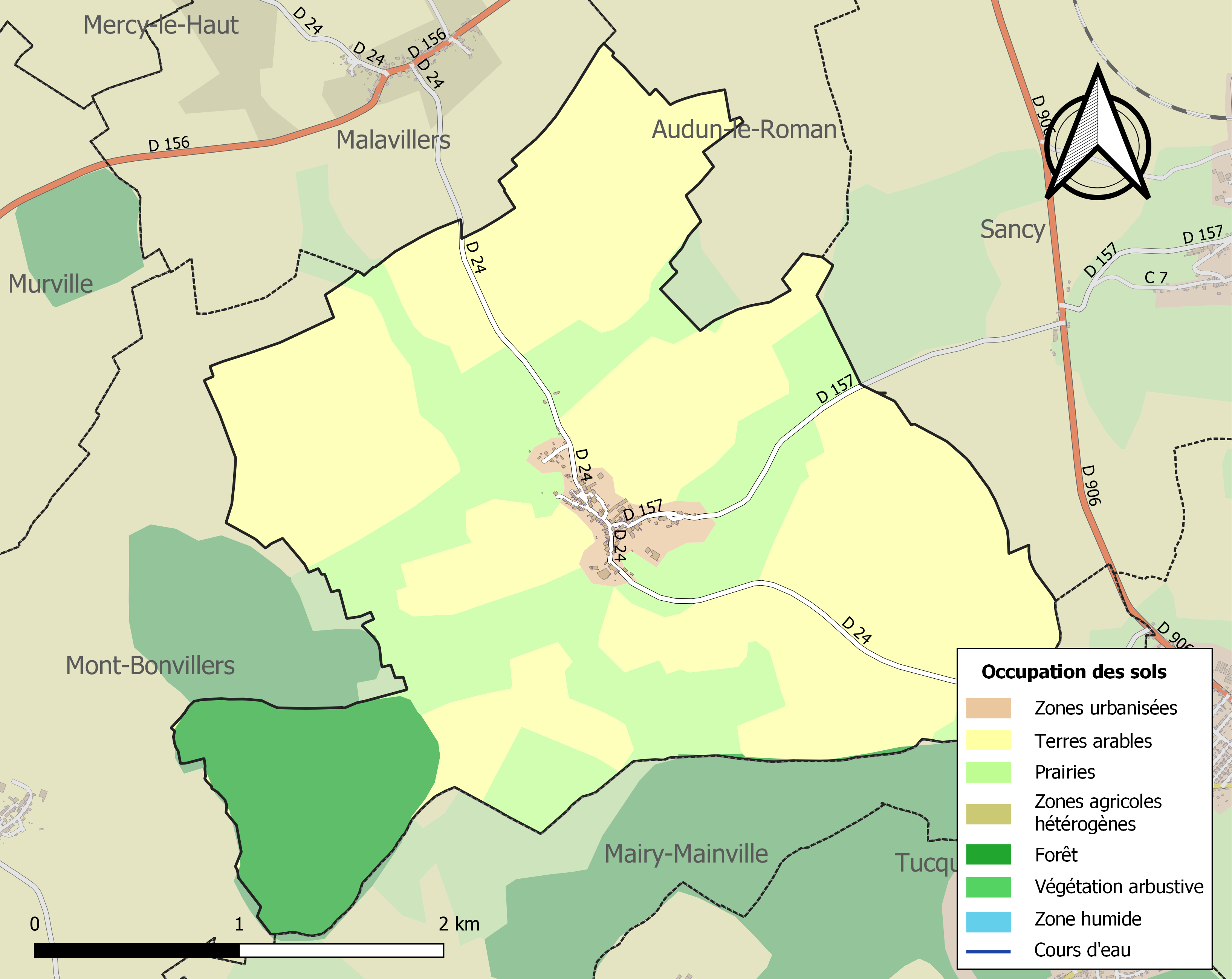
Carte des infrastructures et de l'occupation des sols de la commune en 2018 (CLC).

## Toponymie
- Andrenei (1282), Andreny (1439), Andernay (1494), Anderney (1576), Anderni (1628), Andernye (1682)[réf. nécessaire].
- En lorrain : Andreni.

## Histoire
Anderny était un ancien fief lorrain dépendant de la prévôté de Briey.
Paroisse du diocèse de Trèves, archiprêtré de Bazeilles.
Vers 1338, le village comptait environ 90 habitants.
Divers seigneurs ont possédé Anderny. On peut citer les reprises faites par Thiebaut de Bouligny, seigneur de Villers-devant-Orval, en 1494, au duc de Lorraine René II, à cause de son duché de Bar. Le 4 février 1494, le fief était en possession de Pierre de Housse. Le 2 avril 1522, il y eut les reprises de Balthazar de Housse et de ses comparsonniers au duc de Calabre, pour la maison forte d'Anderny et la haute justice. De 1546 à 1549, Anderny appartenait à Didier de Vigneulles, seigneur du Mesnil, partageant avec Catherine d'Haraucourt, dame de Malatour, puis en 1551 à Virion de Bubenges, écuyer, et à son comparsonnier Robert de Ficquelmont. En 1697, François-Florimond des Armoises est cité comme seigneur d'Anderny.
En 1817, Anderny, village de l'ancienne province du Barrois. À cette époque il y avait 443 habitants répartis dans 88 maisons.

## Politique et administration
| Période                                  | Période      | Identité                                        | Étiquette | Qualité                            |
| ---------------------------------------- | ------------ | ----------------------------------------------- | --------- | ---------------------------------- |
| Les données manquantes sont à compléter. |              |                                                 |           |                                    |
| mars 2008                                | mars 2014    | Francis Quaia                                   |           |                                    |
| mars 2014                                | octobre 2016 | Marc Laguerre                                   |           |                                    |
| novembre 2016                            | En cours     | Patrick Bernard, Réélu pour le mandat 2020-2026 |           | Employé administratif d'entreprise |

## Population et société

### Démographie
Les habitants sont nommés les Andernois.
L'évolution du nombre d'habitants est connue à travers les recensements de la population effectués dans la commune depuis 1793. Pour les communes de moins de 10 000 habitants, une enquête de recensement portant sur toute la population est réalisée tous les cinq ans, les populations de référence des années intermédiaires étant quant à elles estimées par interpolation ou extrapolation. Pour la commune, le premier recensement exhaustif entrant dans le cadre du nouveau dispositif a été réalisé en 2006.

En 2022, la commune comptait 255 habitants, en évolution de +0,39 % par rapport à 2016 (Meurthe-et-Moselle : −0,13 %, France hors Mayotte : +2,11 %).
| 1793 | 1800 | 1806 | 1821 | 1836 | 1841 | 1861 | 1866 | 1872 |
| ---- | ---- | ---- | ---- | ---- | ---- | ---- | ---- | ---- |
| 380  | 377  | 400  | 624  | 400  | 421  | 416  | 416  | 380  |

| 1876 | 1881 | 1886 | 1891 | 1896 | 1901 | 1906 | 1911 | 1921 |
| ---- | ---- | ---- | ---- | ---- | ---- | ---- | ---- | ---- |
| 380  | 386  | 387  | 349  | 298  | 292  | 599  | 353  | 294  |

| 1926 | 1931 | 1936 | 1946 | 1954 | 1962 | 1968 | 1975 | 1982 |
| ---- | ---- | ---- | ---- | ---- | ---- | ---- | ---- | ---- |
| 325  | 601  | 343  | 328  | 427  | 446  | 326  | 288  | 241  |

| 1990 | 1999 | 2006 | 2011 | 2016 | 2021 | 2022 | - | - |
| ---- | ---- | ---- | ---- | ---- | ---- | ---- | - | - |
| 199  | 222  | 303  | 275  | 254  | 256  | 255  | - | - |

## Culture locale et patrimoine

### Lieux et monuments

#### Édifices civils
- Vestiges d'une maladrerie.
- Maison forte, mentionnée pour la première fois en 1448, appartenait à Robert de Housse, puis de 1520 à 1574 aux familles de Ficquelmont et de Lisseras. Restaurée en 1586 (date portée). Acquise en 1630 par Philippe des Armoises. Transformée au début du XVIIIe siècle par François Florimont des Armoises. Transformée au XIXe siècle en exploitation agricole. Armoiries bûchées, éléments défensifs, communiquant avec le château de Sancy : fenêtres 19e, souterrain.
- Gouffre dit Trou de la dame Marion.

#### Édifices religieux
- Église paroissiale Saint-Étienne, construite 1er quart XIIIe siècle dont seul le chœur subsiste. Nef et tour clocher reconstruits au XVIIIe siècle. Nef réaménagée vers 1970. Trace d'un oculus d'armoire eucharistique obturé lors des travaux.
- Calvaire, situé 12 rue de Sancy. Calvaire érigée en 1842, date portée, aux frais de Nicolas Gérard, d'Anderny.
- Ossuaire début XVIIe, derrière l'église, objet d'un classement au titre des monuments historiques depuis 1987[26].

### Personnalités liées à la commune
- Vinko Globokar, tromboniste et compositeur, né en 1934 à Anderny.

### Héraldique, logotype et devise
| Blason de Anderny | Blason  | Écartelé : aux 1er et 4e d'azur à deux bars adossés d'or accompagnés de quatre croisettes recroisetées au pied fiché du même, au 2d parti d'azur à trois coquilles d'argent rangées en pal et d'un fascé d'or et de gueules de huit pièces, au 3e de gueules à la clef d'or en pal. |
| Blason de Anderny | Détails | Outre le Barois aux places d'honneur de l'écartelé, le 2d reprend les armes de la famille de Lisseras, anciens seigneurs nobiliaires du lieu. La commune porte ces armes depuis 1973.                                                                                               |